# غوفية
غُوفَيَة أو غُوفَيَا أو (نقحرة: غويفيا) هي مدينة من مدن البرتغال. يبلغ عدد سكانها 14,046 نسمة وذلك حسب إحصائيات سنة 2011. تبلغ مساحتها 300.61 كم².

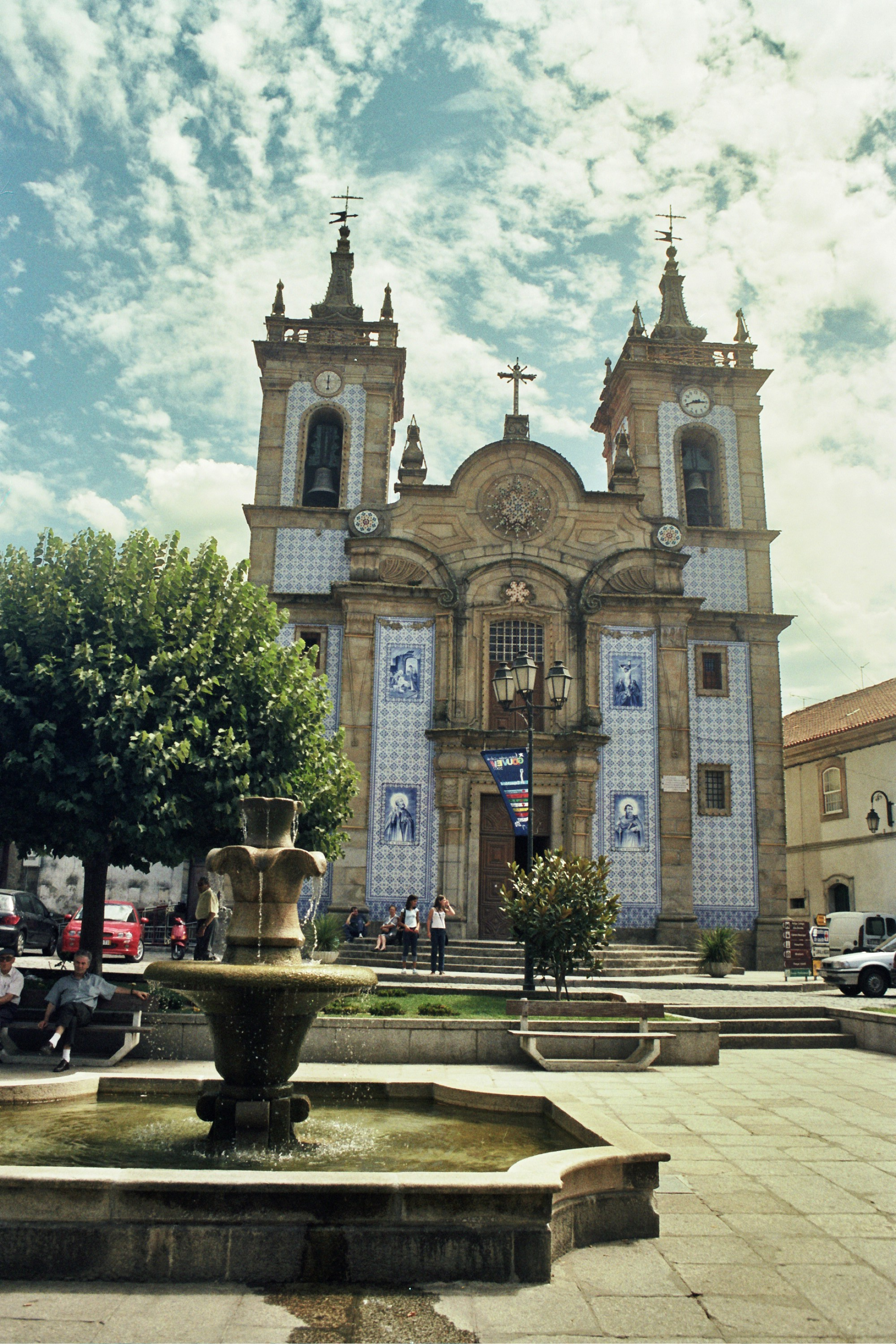
كنيسة في المدينة زينت واجهتها بالزليج

## وصلات خارجية
- الموقع الرسمي